# Sárdy János

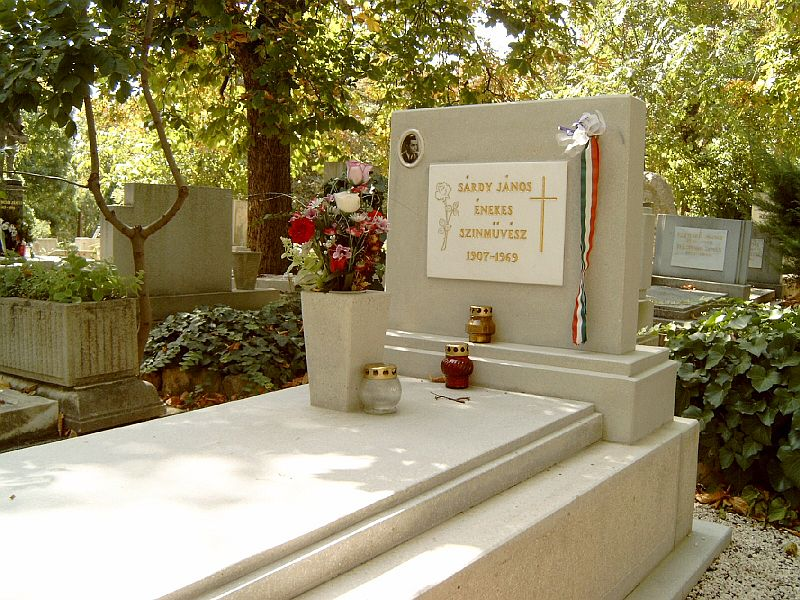
Sírja Budapesten. Farkasréti temető: 25/1-1-45

Sárdy János (Nagykónyi, 1907. július 26. – Budapest, Józsefváros, 1969. március 9.) magyar operaénekes (tenor), színész, érdemes művész.

## Életpályája
Szülei, Sárdy János és Bucski Alojzia vegyeskereskedést üzemeltettek. A család többször költözködött a későbbi énekes gyermekkorában (Andocs, Zalakoppány, Tapolca). Sárdy a polgári iskolát Szigetváron végezte. 1922 és 1927 között a pápai tanítóképzőben tanult. A végzés után kántortanítói állást kapott Dunaföldváron, gyakran énekelt esküvőkön, temetéseken. Rendszeresen szerepelt amatőr színielőadásokon is. Első szerepe Mogyoróssy önkéntes volt Kálmán Imre Tatárjárás című operettjében. Énektudásával lassan egész Tolna megyében ismertté vált. Sárdy hivatásos színi pályára vágyott, ezért Budapesten akart tanulni Rózsahegyi Kálmán magániskolájában, de ő óvta a biztos kántortanítói állás feladásától. A Magyar Királyi Operaház korrepetitora, Palotay Árpád viszont egy próbaéneklés után vállalta a képzését.
1936-ban lett ösztöndíjasa az Operaháznak, Giacomo Puccini Pillangókisasszony című operájában a császári tisztként (bariton) debütált. Élete első komolyabb szerepét 1936. október 6-án játszotta el, Erkel Ferenc Bánk bán című operájában Ottót alakította. 1938-tól 1958-ig volt az Operaház állandó tagja. 1942-től a Fővárosi Operettszínházban is föllépett. Legemlékezetesebb alakításait magyar operákban és operettekben nyújtotta. Olyan alakítások fűződnek nevéhez, mint Kálmán diák a Farsangi lakodalomban, Kukorica Jancsi a János vitézben és Gábor diák a Gül Baba című operetten.
1940-ben kezdett el filmekben is szerepelni. Többek között a Leányvásár, a Rákóczi nótája és a Mágnás Miska fűződik nevéhez. Többször szerepelt külföldön is. 1958 és 1969 között a Fővárosi Operettszínház tagja volt.

### Családja
Első felesége 1940-től 1961-ig Ecker Lili volt. Második házasságát Balogh Judittal, Balogh János zoológiaprofesszor lányával kötötte 1964-ben. Tőle 1966-ban született egyetlen gyermeke, Julianna, aki biológia–földrajz szakos tanár lett és a férjétől, Gábor Farkastól 1994. január 5-én jött világra első lánya, Lilla, aki után még további négy gyermeke született, Bianka, Hanga, Viola és Alma.

## Szerepei
- Erkel Ferenc: Bánk bán – Ottó
- Ludwig van Beethoven: Fidelio – Jacquino
- Farkas Ferenc: Csínom Palkó – Palkó
- Fényes Szabolcs: Maya – Grock
- Fényes Szabolcs–Békeffi István: Rigó Jancsi – címszerep
- Hervé: Lili – Planchard
- Huszka Jenő: Bob herceg – címszerep
- Huszka Jenő: Mária főhadnagy – Bálint
- Huszka Jenő: Gül Baba – Gábor diák
- Jacobi Viktor: Leányvásár – Tom
- Jacobi Viktor: Sybill – nagyherceg
- Kálmán Imre: Csárdáskirálynő – Edwin
- Kálmán Imre: Marica grófnő – Török
- Lehár Ferenc: A mosoly országa – gróf Pottenstein Hatfaludy Ferenc
- Lehár Ferenc: Luxemburg grófja – René
- Lehár Ferenc: A víg özvegy – Danilo
- Kacsóh Pongrác–Heltai Jenő: János vitéz – Kukorica Jancsi
- Wolfgang Amadeus Mozart: Szöktetés a szerájból – Pedrillo
- Wolfgang Amadeus Mozart: A varázsfuvola – Tamino, Papageno
- Miljutyin: Szibériai rapszódia
- Jacques Offenbach: A szép Heléna – Paris
- Giacomo Puccini: Pillangókisasszony – császári tiszt, Pinkerton
- Gioachino Rossini: A sevillai borbély – Almaviva
- Cole Porter: Csókolj meg, Katám! – Fred
- Poldini Ede: Farsangi lakodalom – Kálmán
- Richard Strauss: Daphne – Leukippos
- Vincze Ottó: Budai kaland
- Ifj. Johann Strauss: A denevér – Orlovszky herceg, Eisenstein
- Ifj. Johann Strauss: A cigánybáró – Barinkay
- Richard Wagner: A nürnbergi mesterdalnokok – Dávid

## Filmjei

### Játékfilmek
- Te vagy a dal (1940)
- Magdolna (1941)
- Leányvásár (1941)
- Az utolsó dal (1942)
- Éjféli gyors (1942)
- Üzenet a Volga-partról (1942)
- Álomkeringő (1942)
- Rákóczi nótája (1943)
- Éjjeli zene (1943)
- Kalotaszegi Madonna (1943)
- Magyar kívánsághangverseny (1943)
- Késő (1943)
- Heten, mint a gonoszok (1943)
- Viharbrigád (1943)
- Fiú vagy lány? (1944)
- Szerelmes szívek (1944)
- Könnyű múzsa (1947)
- Örök melódiák (1947)
- Mágnás Miska (1949)
- Déryné (1951)
- Díszelőadás (1955)

### Tévéfilmek
- Az idegen ember (1964)
- Színészmúzeum (1975 – portréfilm)

## Díjai, elismerései
- Érdemes művész (1963)
- Terézváros díszpolgára (2024) /posztumusz/[10]

## Portré
- Hogy volt?! – Sárdy János (2019)

## Emlékezete
- Budapesten, a Farkasréti temetőben van eltemetve.
- Kisfaludi Strobl Zsigmond készítette el mellszobrát.
- Andocson, Budapesten, Hévízen, Nagykónyiban emléktáblát avattak tiszteletére.